# Kojatice (Prešov)
Kojatice es un municipio del distrito de Prešov en la región de Prešov, Eslovaquia, con una población estimada a final del año 2024 de 1158 habitantes.
Se encuentra ubicado en el centro-sur de la región, en el valle del río Torysa (cuenca hidrográfica del río Tisza) y cerca de la frontera con la región de Košice.

## Demografía
| Año        | 1994 | 2004     | 2014    | 2024    |
| ---------- | ---- | -------- | ------- | ------- |
| Población  | 926  | 1021     | 1078    | 1158    |
| Diferencia |      | +10,25 % | +5,58 % | +7,42 % |

| Año        | 2023 | 2024    |
| ---------- | ---- | ------- |
| Población  | 1177 | 1158    |
| Diferencia |      | −1,61 % |